# Joanna Radecka
Joanna Halina Radecka (ur. 2 października 1942 w Wilnie) – polska projektantka, urbanistka i działaczka opozycyjna w PRL.

## Życiorys
Joanna Radecka urodziła się 2 października 1942 roku. Jest córką Wandy i Albina.
Od 1944 roku związana z Trójmiastem, od 1983 roku mieszka w Gdyni. Absolwentka Wydziału Ekonomii Uniwersytetu Gdańskiego i Studium Ochrony Środowiska i Kształtowania Środowiska w Szkole Głównej Gospodarstwa Wiejskiego w Warszawie. Pracownik administracji samorządowej i projektantka w miejskiej pracowni urbanistycznej w Gdańsku.
Działaczka Komisji Zakładowej NSZZ „Solidarność” Urzędu Miejskiego w Gdańsku. Od marca 1981 roku przewodnicząca Komisji Ochrony Środowiska przy Zarządzie Regionu NSZZ „Solidarność” w Gdańsku. Od czerwca 1981 wiceprzewodnicząca Komisji Ochrony Środowiska przy Krajowej Komisji Porozumiewawczej NSZZ „Solidarność”.
Aresztowana 23 grudnia 1982 roku pod zarzutem uczestnictwa w pracach niezależnej grupy pod nazwą "Ochotnicza Pomoc w Obronie Społecznej" i udzielenia pomocy Teresie Remiszewskiej-Damsz w sporządzeniu opracowań Nasze dziś i nasze jutro oraz Naród domaga się praw, a nie łaski – propozycja programu, zawierających ocenę sytuacji w kraju i propozycje działań dla obrony społecznej oraz odzyskania niepodległości Polski. Zwolniona przed rozprawą sądową na mocy amnestii z 31 lipca 1983.
Uczestniczka organizowanych przez Annę Walentynowicz sympozjów pt. W trosce o Dom Ojczysty (Gdańsk 1986 i Kraków 1995). Autorka tekstów pisma Poza Układem. Działaczka komitetu założycielskiego reaktywowanych w 1990 Wolnych Związków Zawodowych Wybrzeża. W latach 1988–1990 wraz z "Solidarnością Walczącą" współorganizatorka protestu przeciwko budowie elektrowni atomowej w Żarnowcu. Od 2010 roku reprezentuje Społeczny Trójmiejski Komitet na Rzecz Uczczenia Anny Walentynowicz. Jest członkiem Związku Legionistów Polskich. Od roku 2007 należy do Stowarzyszenia Działaczy Organizacji Niepodległościowych "Nieprzejednani".
10 grudnia 2009 roku odznaczona została przez prezydenta Lecha Kaczyńskiego Krzyżem Kawalerskim Orderu Odrodzenia Polski. Odmówiła przyjęcia Krzyża Wolności i Solidarności z rąk prezydenta Bronisława Komorowskiego. 10 grudnia 2015 roku odznaczona Krzyżem Wolności i Solidarności przez prezydenta Andrzeja Dudę.